# ジェームズ・ロロ (第7代ロロ卿)
第7代ロロ卿ジェームズ・ロロ（英語: James Rollo, 7th Lord Rollo、1738年3月8日 – 1784年5月14日）は、スコットランド貴族。

## 生涯
第6代ロロ卿ジョン・ロロと1人目の妻セシリア・ジョンストン（Cecilia Johnston、1746年6月21日没、ジェームズ・ジョンストンの娘）の息子として生まれた。
イギリス海兵隊の軍人であり、ポンディシェリー包囲戦とマニラの戦いに参戦した。
1783年3月26日に父が死去すると、ロロ卿の爵位を継承したが、自身も翌1784年5月14日に死去、長男ジョンが爵位を継承した。

## 家族
1765年12月4日、メアリー・エイトン（Mary Aytoun、ジョン・エイトンの長女）と結婚、3男6女を儲けた。
- ジョン（1773年 – 1846年） - 第8代ロロ卿、子供あり
- イサベラ（1766年10月8日 – 1842年2月5日）
- ジェーン（1768年9月29日 – 1838年10月） - 1795年3月31日、パトリック・ハンター（Patrick Hunter）と結婚、子供あり
- メアリー（1770年12月15日 – 1840年5月3日）
- エリザベス・セシリア（1771年11月30日 – 1861年4月6日） - 1799年11月14日、ジェームズ・カーステアズ・ブルース（James Carstairs Bruce）と結婚
- マーガレット（1774年6月16日  –  ?） - 早世
- バーバラ（1775年9月3日 – 1824年3月9日）
- ロジャー（1777年4月6日 – 1847年3月5日） - 1801年2月24日、エリーザ・ハント（1826年8月12日没）と結婚
- ジェームズ（1778年 – 1801年11月21日）